# 希基鎮區 (阿肯色州約翰遜縣)
希基鎮區（英語：Hickey Township）是位於美國阿肯色州約翰遜縣的一個行政鎮區。

## 地方資料
希基鎮區的面積為65.63平方千米，當中陸地面積為65.50平方千米，而水域面積為0.13平方千米。根據2010年美國人口普查的數據，當地共有人口419人，而人口密度為每平方千米6.38人。